# Tarkhānlār
Tarkhānlār (persiska: ترخانلار) är en ort i Iran.   Den ligger i provinsen Östazarbaijan, i den nordvästra delen av landet, 400 km väster om huvudstaden Teheran. Tarkhānlār ligger 1 600 meter över havet och antalet invånare är 217.
Terrängen runt Tarkhānlār är platt österut, men västerut är den kuperad. Tarkhānlār ligger nere i en dal. Runt Tarkhānlār är det ganska glesbefolkat, med 22 invånare per kvadratkilometer. Närmaste större samhälle är Bābā Kandī, 8,9 km norr om Tarkhānlār. Trakten runt Tarkhānlār består i huvudsak av gräsmarker.